# Radovan Trifunovič
Radovan Trifunović (Lubiana, 25 gennaio 1973) è un ex cestista e allenatore di pallacanestro sloveno.

## Carriera
Con la Slovenia ha disputato i Campionati europei del 1997.